# 周一囲
周一囲（ジョウ・イーウェイ、Zhou Yiwei、1982年8月24日 - ）は、中華人民共和国の俳優。

## 経歴
1982年8月24日生まれ。湖南省吉首市出身。北京電影学院卒業後、2004年にドラマ『深牢大獄』の主演に抜擢されて知られるようになる。2009年には日中合作ドラマ『蒼穹の昴』に出演した。

## 出演作品

### 映画
- 丛林无边（2004年）
- 国球女孩（2008年）
- 盲人电影院（2010年）
- 赤い星の生まれ 建党伟业（2011年）
- 湘江北去（2011年）
- 国父孙中山（2011年）
- フライング・ギロチン 血滴子（2012年）
- 回到爱开始的地方（2013年）
- ブレイド・マスター 绣春刀（2014年）
- 爱情麻辣烫之情定终身（2016年）
- 少年（2016年）
- 你好，疯子！（2016年）
- 建军大业（2017年）
- レジェンド・オブ・パール ナーガの真珠 鲛珠传（2017年）
- 薬の神じゃない! 我不是药神（2018年）
- 解放·终局营救（2019年）

### テレビドラマ
- 奔月（2003年）
- 临界婚姻（2006年）
- 深牢大狱（2006年）
- 滇西往事（2007年）
- 真情无限之继母（2007年）
- 谢谢你曾经爱过我（2007年）
- 楼王之谜（2008年）
- 空巷子（2008年）
- 名门劫（2008年）
- 冰剑（2009年）
- 八百里洞庭我的家（2009年）
- 蒼穹の昴 苍穹之昴（2010年）
- 天師鍾馗之美麗傳說之人鱼痴恋（2010年）
- 手机（2010年）
- 江湖奇案（2011年）
- 中国1921（2011年）
- 孔子 孔子春秋（2011年）
- 傾城の皇妃 〜乱世を駆ける愛と野望〜 倾世皇妃（2011年）
- 男人帮（2011年）
- 囧人的幸福生活（2012年）
- 倾城绝恋（2012年）
- 妯娌的三国时代（2012年）
- 像兄妹一样手拉手（2012年）
- 烈焰（2013年）
- 狼烟遍地（2013年）
- 独有英雄（2013年）
- 恋爱的那点事儿（2013年）
- 金牌律师（2014年）
- 红色（2014年）
- 独家披露（2014年）
- 香火（2015年）
- 两个女人的战争（2015年）
- 龙器（2016年）
- 少林問道 少林问道（2016年）
- 海上牧雲記 〜3つの予言と王朝の謎 九州·海上牧云记（2017年）
- 勇者胜（2017年）
- 神龍〈シェンロン〉 -Martial Universe- 武动乾坤之英雄出少年（2018年）
- 创业时代（2018年）
- 你和我的倾城时光（2018年）
- 愛上你，治癒我（2019年）
- 長安二十四時 长安十二时辰（2019年）
- 新世界（2020年）
- 在一起（2020年）
- 焕脸（2020年）
- 风声（2020年）
- 上陽賦〜運命の王妃〜 上陽賦 （2021年）